# 52266 Van Flandern
52266 Van Flandern è un asteroide della fascia principale. Scoperto nel 1986, presenta un'orbita caratterizzata da un semiasse maggiore pari a 2,3347023 UA e da un'eccentricità di 0,2197632, inclinata di 23,70798° rispetto all'eclittica.
L'asteroide è dedicato all'astronomo statunitense Thomas Charles Van Flandern.